# Mariona Caldentey
María Francesca Caldentey Oliver, mais conhecida como Mariona Caldentey (Felanitx, 19 de março de 1996) é uma jogadora de futebol espanhola, que atua como meio campista ou atacante. Atualmente defende o Barcelona e a seleção espanhola. No Barcelona é uma jogadora vitoriosa, tendo conquistado duas Liga dos Campeões, além de campeonatos nacionais, e sendo decisiva nos jogos. Foi campeã da Copa do Mundo de 2023 com a seleção espanhola.

## Biografia

### Vida pessoal
Filha de Maria Morey e Miquel Angel Caldentey Morete, Caldentey nasceu em 19 de março de 1996, na cidade de Felanitx, na ilha espanhola de Maiorca, como María Francesca Caldentey Oliver. Tem como hobby o piano e é licenciada em Atividade Física e Ciências do Esporte, pelo INEF.
Quando criança, costumava jogar futebol na rua com seus irmãos e primos, e fazia parte da equipe de futsal de sua cidade, com o incentivo da família. Mais tarde, passou a fazer parte da equipe de futebol de Felanitx e de futsal de Manacor. Em um jogo contra Cide, o treinador Antonio Barea convidou Caldentey para fazer parte da Seleção das Baleares, que atuou como meio de campo.

### Carreira
Caldentey iniciou sua carreira aos 15 anos de idade, assinando com Unión Deportiva Collerense, onde jogou na Primeira Divisão e na Liga Iberdrola.
Em 30 de julho de, assinou com o FC Barcelona. Desde sua primeira temporada no clube, já se tornou um destaque no time, mostrando ser flexível nas posições de meio-campo e ataque, criativa e ágil. Em 275 partidas jogadas pelo clube, Caldentey já marcou 100 gols.
Entrou para a Seleção Espanhola em 2014, sendo vice-campeã europeia de sub-19 em 2014 e 2015. E com o time principal da Seleção Espanhola, estreou-se em 2017, ganhando o campeonato Algarve Cup daquele ano. Participou da Copa do Mundo de 2019 e tornou-se campeã da Copa do Mundo de 2023.

## Títulos

### FC Barcelona
- Copa de la Reina - 2017,2018, 2020 e 2021.[8]
- Primeira Divisão - 2015, 2020, 2021, 2022 e 2023.[8]
- Supercopa Feminina - 2020, 2022, 2023 e 2024.[8]
- Liga dos Campeões - 2021 e 2023.[8]

### Seleção Espanhola de Futebol Feminino
- Algarve Cup - 2017.[5]

- Copa do Mundo - 2023.[3]

### Individual
- Troféu Kubala - 2023.[1]
- Prêmio MVP - 2023.[9]
- Silver Siurell - 2023.[3]
- 70 anys Diario de Mallorca Special Award - 2023.[10]